# エクサメートル
エクサメートル（英語: exametre; 記号Em）は、国際単位系の長さの単位で、1018メートル。
- 1 Em = 100京メートル
- 1 Em = 105.7 光年 = 32.41 パーセク
- 光は1エクサメートルを105.7年かけて進む

ペタメートル(petametre; Pm) ≪ エクサメートル(Em) ≪ ゼタメートル(zettametre; Zm)